# Paralimosina fucata
Paralimosina fucata är en tvåvingeart som först beskrevs av Camillo Rondani 1880.  Paralimosina fucata ingår i släktet Paralimosina och familjen hoppflugor. Arten är reproducerande i Sverige. Inga underarter finns listade i Catalogue of Life.